# Этап чемпионата мира по супербайку на трассе Moscow Raceway
Российский этап чемпионата мира по Супербайку — один из этапов в календаре чемпионата мира по Супербайку. Проводится под эгидой Международной мотоциклетной федерации с 2012 года.

## Статистика
Официальное лучшее время круга WSBK на трассе принадлежит Карлосу Чеке (ESP Althea Ducati 1098R} — 1м 34.193с — 2012 год.
Официальное лучшее время круга в гонке WSBK на трассе принадлежит Марко Меландри ( ITA BMW Motorrad S1000RR) — 1m 35.794s — 2012 год.

## История

### 2012
В 2012 Российский этап проводился на трассе Moscow Raceway. Этап посетили 32500 зрителей.
В этапе принимали участие два класса: Супербайк и Суперспорт.
В рамках этапа также проводилась гонка поддержки Кубок Двух Стран класса Суперсток 600.

#### Суперпоул
Обладателем Суперпоула стал Карлос Чека (ESP Althea Ducati 1098R) со временем 1м 34.193с.

#### Гонка 1
Победителем этапа в первой гонке класса Супербайк стал Том Сайкс ( GBR Kawasaki Racing ZX-10R).
Лучшее время круга в первой гонке принадлежит Леону Хазламу (GBR BMW Motorrad S1000RR) — 1м 36.729с.

#### Гонка 2
Победителем во второй гонке класса Супербайк стал Марко Меландри ( ITA BMW Motorrad S1000RR). Ему же принадлежит и лучшее время круга в гонке — 1м 35.794с.

### 2013
В 2013 году этап проводился 21 июля на той же трассе. В этапе также принимали участие два класса: Супербайк и Суперспорт. В рамках этапа также проводилась гонка поддержки Кубок Двух Стран класса Суперсток 600.

#### Гонка 1
В ходе первой гонки впервые в истории Супербайка команды производили смену резины без остановки и рестарта. Победителем в гонке стал Марко Меландри ( ITA BMW Motorrad S1000RR). В ходе гонки было много падений из-за ухудшающихся дождевых условий.

#### Гонка 2
Вторая гонка и вся программа этапа были отменены из-за трагического инцидента во время гонки  Суперспорт.

### 2014
Этап был отменен по согласованию компании организатора и Dorna Sports.

### 2015
Этап запланирован на 5 июля на трассе Moscow Raceway.

## ТВ трансляции
Производством ТВ трансляций в 2012—2013 годах занималась компания ВГТРК. Гонки Российского этапа транслировалась телеканалом Россия-2 и Спорт-1.
В 2013 году гонку класса Суперспорт транслировал телеканал Подмосковье.

## Интересные факты
В сезоне 2013 года в ходе первой гонки класса Супербайк согласно новому на тот момент регламенту команды впервые в истории производили смену резины без рестарта гонки. В отличие от схожего регламента в MotoGP производилась полная замена колес, а не всего мотоцикла.